# Frank Byers
Frank Byers (5 de septiembre de 1951), es un director de fotografía estadounidense, conocido por su trabajo en cine y televisión. Su carrera en la industria del entretenimiento abarca varias décadas destacando por su trabajo en la serie de televisión Twin Peaks (1990)
Destaca por su dirección fotográfica en la Habitación Roja (Red Room), de la serie Twin Peaks. Se trata de un espacio onírico y surrealista que se convirtió en uno de los elementos más memorables de la serie.
Byers se inspiró en la película Touch of Evil (1958) de Orson Welles para iluminar los escenarios desde el suelo, creando una sensación de calidez exterior que contrasta con interiores perturbadores y que reflejaba la situación particular de los personajes. También evitó usar iluminación adicional utilizando principalmente la luz natural.
Byers también ha trabajado en series de televisión más recientes como Switched at Birth (2011-2013) y Hawthorne (2010-2011). En 2004 recibió una nominación al premio Primetime Emmy por CSI: Investigación de escenas de crimen (Episodio XX)

## Filmografía
Su filmografía en cine y televisión como director de fotografía, entre otros títulos, es la siguiente:
| Título                                      | Año  |
| Legion of the Black                         | 2012 |
| Hollywood & Wine                            | 2011 |
| Cambiadas al nacer                          | 2011 |
| La enfermera jefa                           | 2009 |
| Amor y baile                                | 2009 |
| Juramento de venganza                       | 2009 |
| Three Rivers                                | 2009 |
| Trato ilegal                                | 2007 |
| Operación Threshold                         | 2005 |
| Cadete Kelly                                | 2002 |
| Jackie, Ethel, Joan: Las mujeres de Camelot | 2001 |
| CSI: Las Vegas                              | 2000 |
| La hora de las sombras                      | 2000 |
| Las chicas Amati                            | 2000 |
| La ciudad de los monstruos                  | 1999 |
| Autopista hacia la muerte                   | 1988 |
| Twin Peaks                                  | 1990 |

- Datos: Q104065787